# Carena del Camí Ral
La carena del Camí Ral és una serra situada al municipi de Rellinars, a la comarca del Vallès Occidental, amb una elevació màxima de 742 metres.